# Sheguiandah
Sheguiandah est un site archéologique paléo-indien situé sur la rive nord-est de l'Île Manitoulin dans le lac Huron au Canada.
Il a été découvert en 1951 par Thomas E. Lee (en), qui estime les premières traces d'occupation à -30 000 ans avant notre ère.
Le site a été désigné comme site historique du Canada en 1954.